# グルー
グルー(grue)という架空の生物の名前は、ジャック・ヴァンスの『終末期の赤い地球』で最初に使われた。おそらくヴァンスはこの名前を、英語の古語か方言である「身震いする」を意味する動詞grueから採用したのであると推測される。この言葉は現在では、もっぱら“gruesome”（不気味な）という形で使用される。
デイヴ・レブリングはヴァンスのグルーから名を借りた同種の怪物を、テキストアドベンチャーゲーム『ゾーク』に登場させた。ゾークに登場するグルーは光を恐れ、貪欲に冒険者を貪り食う怪物である。このため、『ゾーク』の世界では暗闇の中を光源なしに探索するのは不可能となっている。
ハッカーの歴史と伝承において『ゾーク』が占めている重要な位置により、ローグライクゲームやMUDなどの多数の後続のゲームの中で、グルーはモンスターの原型として使用されることになった。

## 発祥
『ゾーク』のプレイ中、最初にグルーについて言及されるテキストは以下の通りである。
It is pitch black. You are likely to be eaten by a grue.
（真っ暗闇です。あなたはグルーに食べられそうです。）
更なる調査により、プレイヤーにはグルーの性質が知らされる。
> what is a grue?
（グルーとは何か?）
The grue is a sinister, lurking presence in the dark places of the earth. Its favorite diet is adventurers, but its insatiable appetite is tempered by its fear of light. No grue has ever been seen by the light of day, and few have survived its fearsome jaws to tell the tale. 
（グルーとは世界の暗い場所に潜んでいる邪悪な存在です。グルーの好物は冒険者ですが、その飽くことを知らぬ食欲すらも、光への恐怖の前には引き下がります。グルーは日光の下には決して現れず、またグルーの恐るべき顎から生き延びてグルーについて話せる者は、ほとんどいません。）
この警告を侮ってはならない。もしプレイヤーが明るい場所に引き返すか光源を点灯することなしに暗い場所を移動し続けたならば、極めて高い確率でプレイヤーはグルーの餌食となる。最初の『ゾーク』では、プレイヤーが一箇所に留まり続けている限り、グルーを恐れる必要はなかったが、後期の『ゾーク』ではただ暗闇の中でじっとしているだけでも、状況によってはグルーに食べられてしまうことがある。
怪物グルーは照明のない領域にプレイヤーが直面した時に、その行動範囲を制限する目的で導入された。グルーの存在がなければ、プレイヤーは暗闇の中をでたらめに歩き回り、暗い通路を通り抜けて、例えば照明された領域に偶然到達してしまう可能性がある。グルーの存在はそのような戦術を予め封じておき、プレイヤーに照明に関するパズルを最初に解明することを強制させた。これに対し、ゾークの原型である『アドベンチャー』は同じ目的のために落とし穴を用いていた。『アドベンチャー』において暗闇の中での探索を試みた冒険者は、ほとんどの場合落とし穴に転落して死亡していた。
この手法は隅から隅までが天然の洞窟で構成された『アドベンチャー』の舞台においては合理的なものであった。しかしながら、メインフレームによる最初のゾークが「底無しの落とし穴」によるプレイヤーの殺害という手法を採用した時に、すぐに屋根裏部屋のような、およそ落とし穴がありそうもないところにまで落とし穴が存在することが指摘された（真下の部屋の天井には穴など無いにもかかわらず、である）。
デイヴ・レブリングは固定された底無しの落とし穴の代用として、光を恐れて放浪する怪物というもっともらしいアイデアをすぐさま思い付き、その怪物の名前をヴァンスの作品から拝借し、ゾークの次のバージョンからグルーを導入した。アップデート文書では、苦労して底無しの落とし穴を埋め立て、グルーをダンジョンに補充する「ダンジョン・メンテナー」がユーモラスに言及された。後年発表されたゾークのプリークウェルである『ゾーク・ゼロ』では、主人公がそれを実行することになった。主人公は魔法の装置を駆使して行く道を塞ぐ底無しの落とし穴を封印し、無数のグルーが住み着いているコロニーを不注意にも破壊してしまう。解き放たれたグルーたちは、餌を求めて地底の洞窟をさまよい歩くこととなった。